# Темношеий заяц
Темношеий заяц (лат. Lepus nigricollis) — вид млекопитающих отряда зайцеобразных.

## Таксономия
Описано 7 подвидов темношеего зайца.
- Lepus nigricollis aryabertensis
- Lepus nigricollis dayanus
- Lepus nigricollis nigricollis
- Lepus nigricollis ruficaudatus
- Lepus nigricollis sadiya
- Lepus nigricollis simcoxi
- Lepus nigricollis singhala

## Распространение
Ареал: Бангладеш, Индия, Непал, Пакистан, Шри-Ланка; интродуцирован: о. Ява в Индонезии, Маврикий, Реюньон, Сейшельские острова. Обитает на высотах от 50 до 4500 м. Lepus nigricollis можно увидеть в самых разнообразных местах обитания, таких как луга, заброшенные сельскохозяйственные угодья, посевы и лесных дороги. Вид можно увидеть в лесах многих видов, кроме мангровых лесов.

## Поведение
Размер приплода от 1 до 4. Разнотравье является основной пищей. Проявляет активность во время сумерек и ночью.

## Морфологические признаки
Общая длина: 33.0-53.0 см.